# مأكولات بحرية

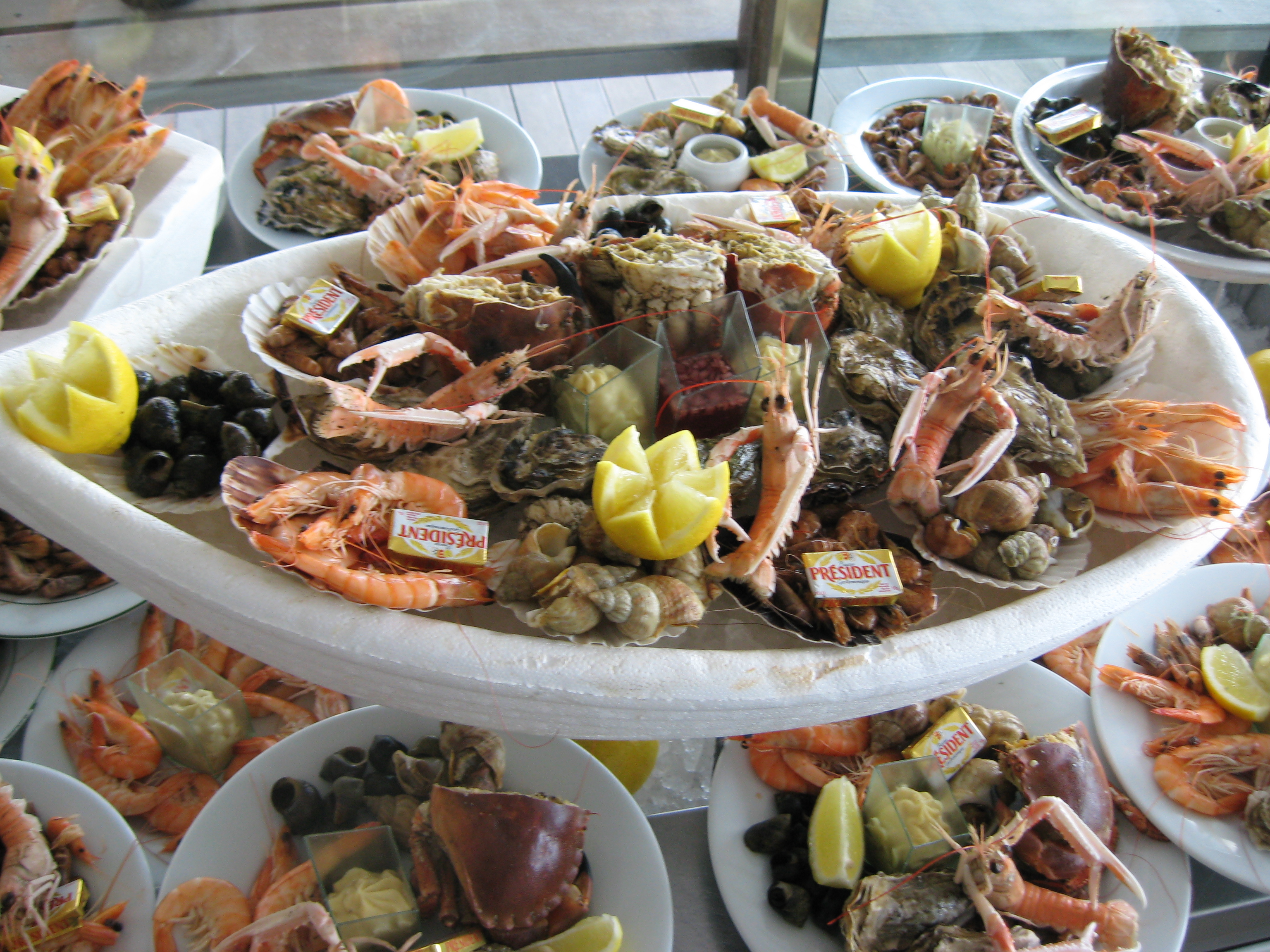
المأكولات البحرية وتشمل أي شكل من الأغذية المتخذة من البحر

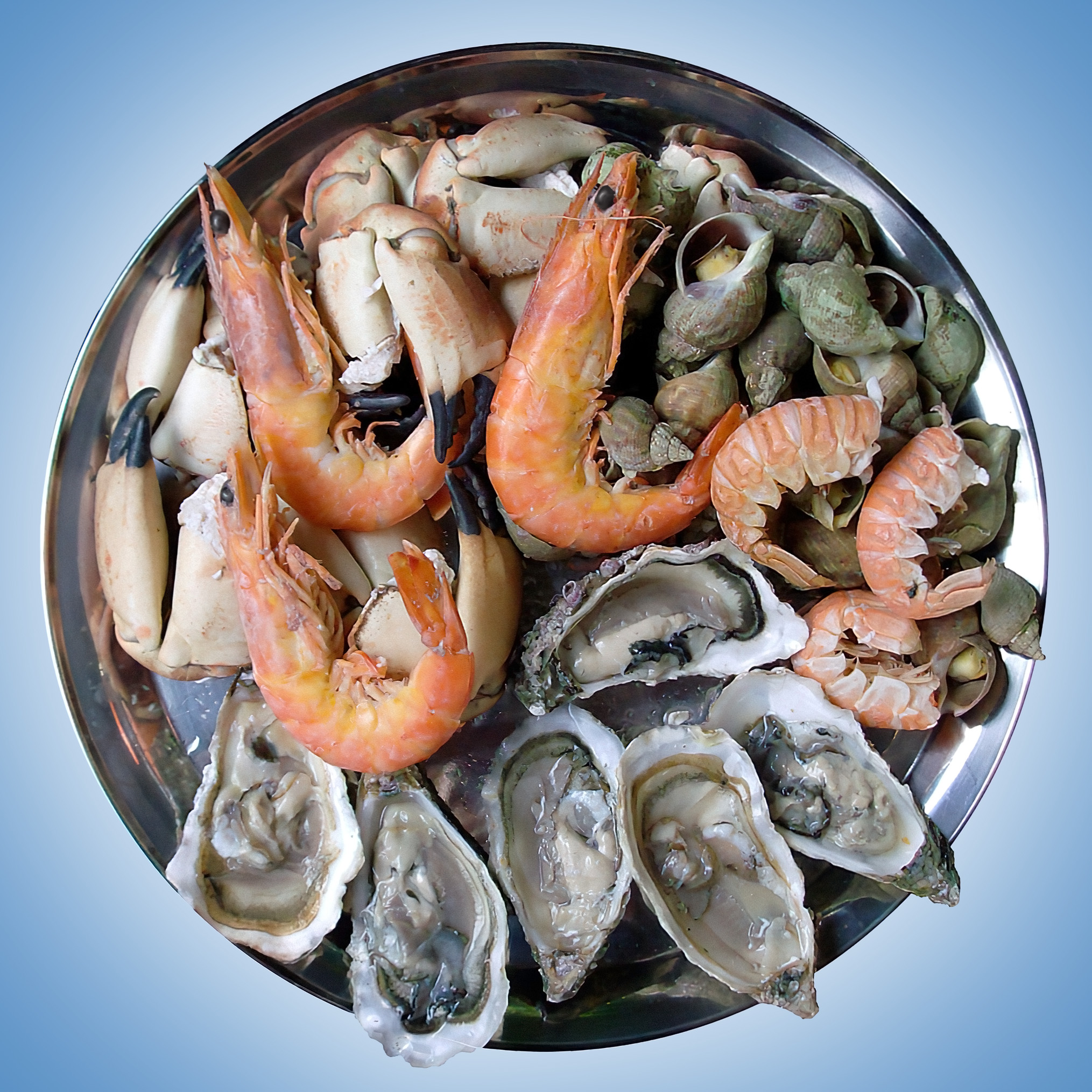
طعام بحري مختلف

المأكولات البحرية أو الأغذية البحرية أو غلال البحر في فن الأكل، هي حيوانات بحرية للافقارية مأكولة. هذا التعريف يشمل عادة القشريات (الروبيان، سرطان البحر، البرنقيل، الخ.)، رخويات (بلح البحر، البطلينوس، القواقع أو المحار، والحبار، الخ.) وغيرها من الحيوانات البحرية مثل بعض قنفذيات الجلد (قنفذ البحر).

## أنواعه
جميع الأحياء المائية الصالحة للأكل يمكن أن يشار إلى بالاطعمة البحرية، وهناك ما يزيد على 32,000 نوعا من الأسماك. مما يجعلها أكثر مجموعة تنوعاً من الفقاريات.
مجموعات الأنواع السمكية الغذائية الرئيسية:
- الأنشوفة
- الشبوط
- القرموط
- الزلفيات
- القد
- السلطعون
- الثعابين المائية
- الحدوق
- الهلبوت
- الرنجة
- الكركند
- الإسقمري
- السلمون
- السردين
- القرنقيد
- النهاش
- البلطي
- التروتة
- التونة

## الاستهلاك
تؤكل المأكولات البحرية في جميع أنحاء العالم؛ لأنها توفر للعالم المصدر الرئيس للبروتين عالي الجودة: مشكلا 14-16 في المائة من البروتين الحيواني المستهلك على نطاق العالم؛ أكثر من مليار شخص يعتمد على المأكولات البحرية كمصدر أساسي للبروتين الحيواني. إلى أن الحساسية الغذائية من الأسماك شائع بكثرة.
تعد دول آيسلندا واليابان والبرتغال من أكبر مستهلكي الأغذية البحرية من نصيب الفرد في العالم.
وتوصي وكالة المعايير الغذائية البريطانية أن نوعين على الأقل من المأكولات البحرية يجب أن تستهلك من قبل الفرد أسبوعيا، وأحدها ينبغي أن يكون من الأنواع الغنية بالزيت. وهناك أكثر من 100 نوع مختلف من الأطعمة البحرية المتوفرة حول ساحل المملكة المتحدة.
الأسماك الغنية بالزيت مثل سمك الإسقمري أو الرنجة الغنية بسلسلة طويلة من زيوت أوميجا 3. توجد هذه الزيوت في كل خلية من جسم الإنسان، ومطلوبة من أجل الوظائف البيولوجية البشرية مثل وظيفة المخ.
يحتوي السمك الأبيض مثل سمك الحدوق وسمك القد على نسبة منخفضة جداً من الدهون والسعرات الحرارية، ومقترنة بالأسماك الزيتية الغنية بالأوميغا-3 مثل الإسقمري، السردين، التونة الطازجة، السلمون، التروتة، حيث يمكن ذلك على أن يساعد في الحماية ضد مرض شريان القلب التاجي، وكذلك المساعدة في تطوير قوة العظام والأسنان.